# Hexatoma leonensis
Hexatoma leonensis är en tvåvingeart som först beskrevs av Alexander 1920.  Hexatoma leonensis ingår i släktet Hexatoma och familjen småharkrankar.
Artens utbredningsområde är Sierra Leone. Inga underarter finns listade i Catalogue of Life.